# Yoqneam

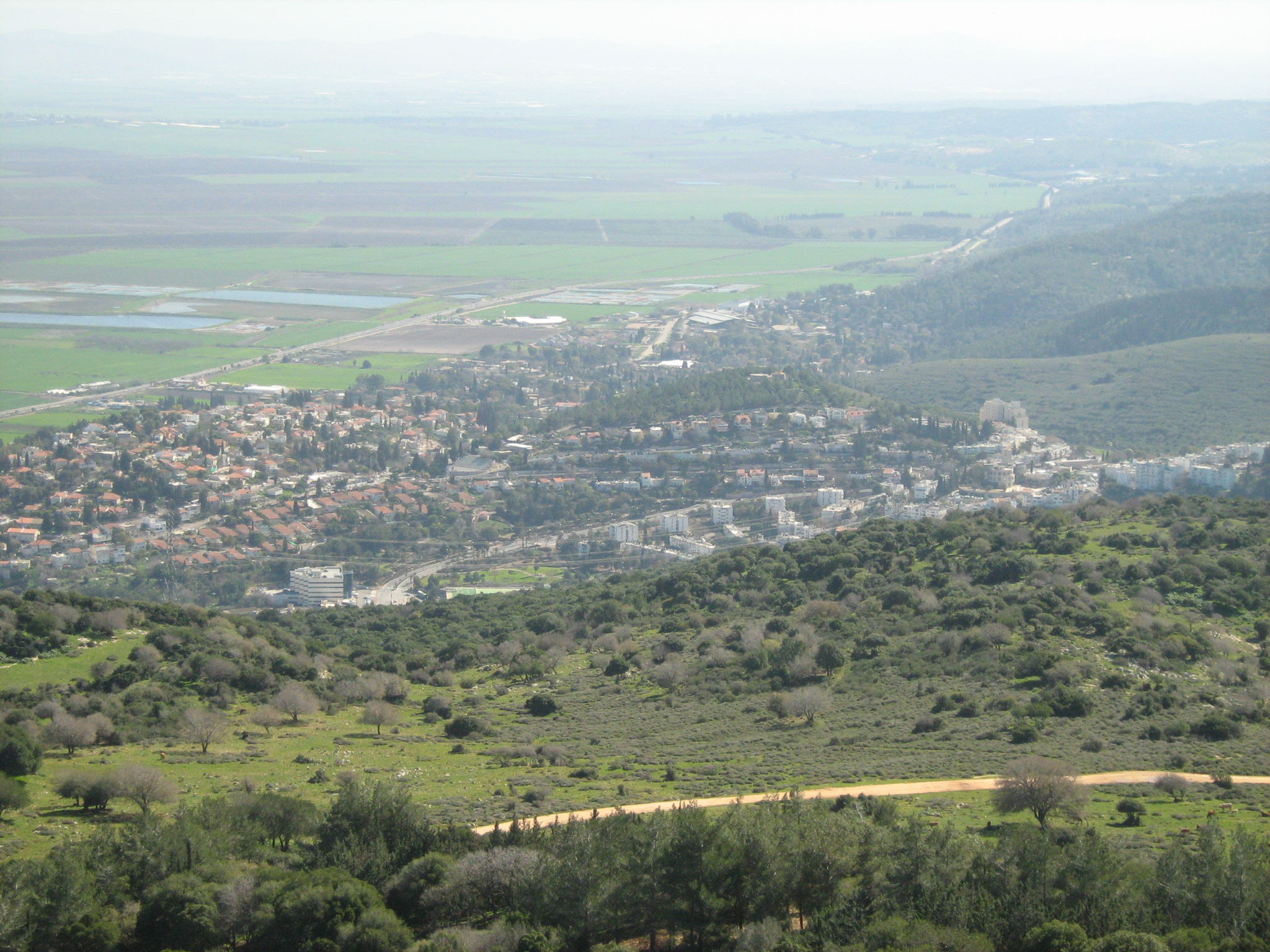
Yoqnéam

La ma'abarah en 1952

Yoqneam ou Yokneam, de son nom officiel Yoqnéam Illit, est une ville d'Israël située en Galilée dans le district nord.
Yoqnéam tire son nom d'une ville biblique mentionnée dans le livre de Josué. Elle constitue la limite sud du territoire de la Tribu de Zébulon. La ville biblique se situe aujourd'hui au niveau de Tel Yoqnéam (he).
La localité a été fondée après la Guerre d'indépendance d'Israël en tant que ma'abarah à proximité de la mochavah Yoqnéam. Elle s'est ensuite transformée en ville de développement. Elle a obtenu le statut de conseil local en 1967, puis celui de ville le 18 décembre 2006. Dans les années 1990, elle a accueilli de nombreux immigrants d'ex-URSS et d'Éthiopie. La ville comporte une usine de la société Soltam qui développe des équipements d'artillerie. Avec les années, les industries de hautes technologies implantées dans un parc d'activité à proximité de Yoqnéam sont devenues la principale ressource économique de la ville.

## Jumelages
- Montauban (France)
- La Garenne-Colombes (France)
- Saint-Louis (Missouri) (États-Unis)
- Lugo (Italie)
- Atlanta (Géorgie) (États-Unis)
- Mianyang  (Chine)
- Požega (Croatie)
- San Pedro de Atacama (Chili)
- Wiehl (Allemagne)